# Atletismo nos Jogos Olímpicos de Verão da Juventude de 2010 - 200 m feminino
As provas dos 200m feminino do atletismo nos Jogos Olímpicos de Verão da Juventude de 2010 foram realizadas nos dias 19 (qualificatória) e 22 de agosto (finais), no Estádio Bishan, em Singapura. 20 atletas estavam inscritas neste evento.

## Medalhistas
| Ouro   | NGR Nkiruka Florence Nwakwe |
| Prata  | BAH Tynia Gaither           |
| Bronze | USA Olivia Ekpone           |

## Eliminatórias

### Eliminatória 1
| Pos. | Raia | Nome                    | País              | Tempo | Notas | Final |
| ---- | ---- | ----------------------- | ----------------- | ----- | ----- | ----- |
| 1    | 3    | Nkiruka Florence Nwakwe | NGR Nigéria       | 23.98 |       | A     |
| 2    | 5    | Isatu Fofanah           | CAN Canadá        | 24.54 |       | A     |
| 3    | 4    | Monica Brennan          | AUS Austrália     | 24.69 |       | A     |
| 4    | 7    | Lucy Fortune            | GRN Granada       | 25.04 |       | B     |
| 5    | 6    | Binta Jatta             | GAM Gâmbia        | 27.38 |       | C     |
| 6    | 2    | Aichetou Kone           | MTN Mauritânia    | 28.86 |       | C     |
| 7    | 8    | Noelyn Kukapi           | SOL Ilhas Salomão | 31.49 |       | C     |

### Eliminatória 2
| Pos. | Raia | Nome                    | País               | Tempo | Notas         | Final |
| ---- | ---- | ----------------------- | ------------------ | ----- | ------------- | ----- |
| 1    | 4    | Olivia Ekpone           | USA Estados Unidos | 24.05 |               | A     |
| 2    | 7    | Shericka Jackson        | JAM Jamaica        | 24.24 |               | A     |
| 3    | 5    | Karin Okolie            | BUL Bulgária       | 24.39 |               | A     |
| 4    | 8    | Marie-Michelle Athanase | SEY Seicheles      | 27.10 |               | B     |
| 5    | 6    | Nenneh Barrie           | SLE Serra Leoa     | 28.15 |               | C     |
| 6    | 2    | Thrixeena Akua          | NRU Nauru          | 30.27 |               | C     |
|      | 3    | Yaneisi Ribeaux         | CUB Cuba           |       | Não completou | C     |

### Eliminatória 3
| Pos. | Raia | Nome                 | País              | Tempo | Notas | Final |
| ---- | ---- | -------------------- | ----------------- | ----- | ----- | ----- |
| 1    | 2    | Tynia Gaither        | BAH Bahamas       | 24.16 |       | A     |
| 2    | 4    | Anna Bongiorni       | ITA Itália        | 24.65 |       | A     |
| 3    | 3    | Ekaterina Rehzhina   | RUS Rússia        | 25.00 |       | B     |
| 4    | 7    | Shavonne Husbands    | BAR Barbados      | 25.08 |       | B     |
| 5    | 5    | Coralie Leturgez     | FRA França        | 25.22 |       | B     |
| 6    | 6    | Hazel Bowering-Scott | NZL Nova Zelândia | 25.33 |       | B     |

## Finais

### Final C
| Pos. | Raia | Nome            | País              | Tempo | Notas      |
| ---- | ---- | --------------- | ----------------- | ----- | ---------- |
| 1    | 5    | Binta Jatta     | GAM Gâmbia        | 26.45 |            |
| 2    | 6    | Nenneh Barrie   | SLE Serra Leoa    | 27.92 |            |
| 3    | 3    | Thrixeena Akua  | NRU Nauru         | 30.08 |            |
|      | 7    | Noelyn Kukapi   | SOL Ilhas Salomão |       | Não largou |
|      | 4    | Aichetou Kone   | MTN Mauritânia    |       | Não largou |
|      | 2    | Yaneisi Ribeaux | CUB Cuba          |       | Não largou |

### Final B
| Pos. | Raia | Nome                    | País              | Tempo | Notas |
| ---- | ---- | ----------------------- | ----------------- | ----- | ----- |
| 1    | 4    | Shavonne Husbands       | BAR Barbados      | 24.58 |       |
| 2    | 5    | Lucy Fortune            | GRN Granada       | 24.63 |       |
| 3    | 3    | Ekaterina Rehzhina      | RUS Rússia        | 24.70 |       |
| 4    | 6    | Coralie Leturgez        | FRA França        | 25.05 |       |
| 5    | 7    | Hazel Bowering-Scott    | NZL Nova Zelândia | 25.35 |       |
| 6    | 2    | Marie-Michelle Athanase | SEY Seicheles     | 26.44 |       |

### Final A
| Pos.              | Raia | Nome                    | País               | Tempo | Notas |
| ----------------- | ---- | ----------------------- | ------------------ | ----- | ----- |
| Medalha de ouro   | 3    | Nkiruka Florence Nwakwo | NGR Nigéria        | 23.46 |       |
| Medalha de prata  | 6    | Tynia Gaither           | BAH Bahamas        | 23.68 |       |
| Medalha de bronze | 5    | Olivia Ekpone           | USA Estados Unidos | 23.75 |       |
| 4                 | 4    | Shericka Jackson        | JAM Jamaica        | 24.08 |       |
| 5                 | 8    | Karin Okolie            | BUL Bulgária       | 24.34 |       |
| 6                 | 7    | Isatu Fofanah           | CAN Canadá         | 24.42 |       |
| 7                 | 2    | Anna Bongiorni          | ITA Itália         | 24.53 |       |
| 8                 | 1    | Monica Brennan          | AUS Austrália      | 24.83 |       |